# Jiao Liuyang
Jiao Liuyang (en xinès simplificat: 焦刘洋, en xinès tradicional: 焦劉洋, en pinyin: Jiāo Liúyáng) (Harbin, 6 d'agost de 1991) és una nedadora xinesa.
Al Campionat del Món de natació de 2007, a Melbourne, fou 4a en els 200 metres papallona, amb un temps de 2:07.22.
Jiao competí als Jocs Olímpics d'Estiu de 2008, on acabà segona a la prova dels 200 m. papallona, amb un temps de 2:04.72, rere la seva companya d'equip Liu Zige, qui guanyà la cursa amb 2:04.18. Ambdós temps estigueren per sota de l'antic rècord del món ostentat per l'australiana Jessicah Schipper (2:05.40).
Als Jocs Olímpics d'Estiu de 2012, a Londres, guanyà la prova dels 200 m. papallona, per davant de la catalana Mireia Belmonte.

## Principals èxits
- Jocs Nacionals de 2005 - 2a 200m papallona (2:10.31);
- Jocs Asiàtics de 2006 - 1a 200m papallona (2:08.54)
- Olimpíada de 2008 - 2a 200m papallona (2:04.72)
- Campionat del món de natació de 2009 - 3a 100m papallona (56.86)
- Campionat de l'Àsia de natació de 2009 - 1a 50m papallona, 1a 100m papallona, 2a 200m papallona
- Campionat del món de natació de 2011 - 1a 200m papallona
- Olimpíada de 2012 - 1a 200m papallona[3]

## Rècords
- Campionats Asiàtics de 2006 - (Rècord de la competició)

## Millors marques personals
- 50m papallona: 26.04 Rècord asiàtic (11 d'abril de 2009)[4]
- 100m papallona: 57.16 Rècord asiàtic (10 d'abril de 2009)[4]